# Francisco León de la Barra
Francisco León de la Barra Quijano (Querétaro, 16 de juny de 1863 - Biarritz, França, 23 de setembre de 1939) fou president interí de Mèxic del 26 de maig al 6 de novembre de 1911.
Francisco León va ser advocat i delegat al segon Congrés Panamericà de 1901 a 1902, també va ser diputat al Congrés de la Unión, ambaixador de Mèxic en diferents països d'Amèrica i Europa durant el govern de Porfirio Díaz, però després de les renúncies del president Porfirio Díaz i del vicepresident Ramón Corral, Francisco León va assumir la presidència de Mèxic amb l'encomana de convocar a noves eleccions, ja que el seu govern havia de garantir la transició entre la dictadura deposada de Porfirio Díaz i un nou règim, no obstant això, mitjançant intrigues i d'alguns revolucionaris prominents en el seu gabinet, va assolir la divisió interna dels seguidors de Francisco I. Madero, així mateix, en emprendre una feroç campanya contra les tropes d'Emiliano Zapata, Francisco León va poder separar les relacions entre les tropes d'Emiliano Zapata i Francisco I. Madero. Temps després, Francisco León va deixar la presidència i va emigrar a Itàlia. I entre les seves activitats destacades, ell també va ser president dels tribunals mixts d'arbitratge creats pels tractats de pau que van donar fi a la Primera Guerra Mundial.